# Alsia
Alsia là một chi rêu trong họ Leucodontaceae.